# Marcus Pomponius
Marcus Pomponius (* 2. Jahrhundert v. Chr.; † 121 v. Chr. in Rom) war ein Mitglied des römischen Ritterstandes (lateinisch: ordo equester) und enger Freund (lateinisch: amicus) des Politikers Gaius Sempronius Gracchus.

## Werk und Leben
Über Marcus Pomponius ist wenig bekannt. In der überlieferten antiken Literatur wird er stets als Freund des Gaius Gracchus genannt. Ihm ist eine, wie Michael von Albrecht vermutet, annalistische Schrift (Ad Pomponium) des Gaius Gracchus über das Lebenswerk seines Bruders Tiberius Sempronius Gracchus gewidmet, die Cicero in De divinatione erwähnt.
Zur Freundschaft des Marcus Pomponius gehörte auch die praktische politische Unterstützung des Gaius Gracchus. Als Beispiel treuer Freundschaft hoben zwei antike Autoren sein Verhalten 121 v. Chr. am letzten Tag von Gracchus’ Kampf für Reformen hervor. Bei Velleius Paterculus heißt es: „Quo die singularis Pomponii equitis Romani in Gracchum fides fuit, qui more Coclitis sustentatis in ponte hostibus eius, gladio se transfixit.“ (deutsch: „An diesem Tag ereignete sich ein einzigartiges Beispiel an Treue des römischen Ritters Pomponius gegenüber Gracchus, der nach Art des Horatius Cocles nach dem Aufhalten des Gegners auf der Brücke sich mit dem Schwert tötete.“)

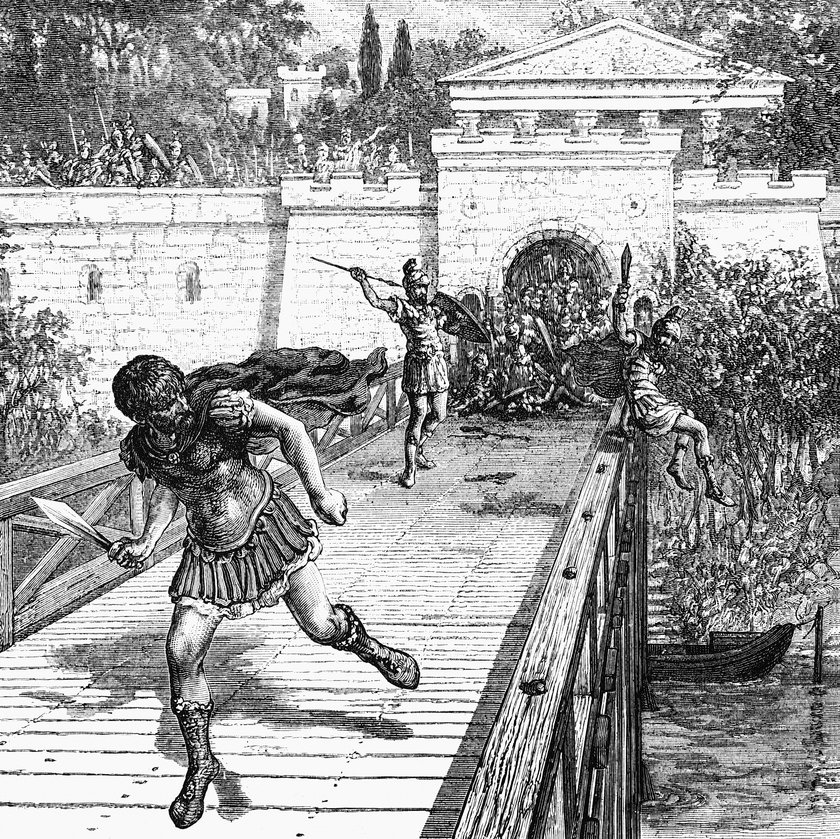
Gaius Gracchus auf der Flucht über den Pons Sublicius; Porta Trigemina und Stadtmauer im Hintergrund. Buchillustration von 1890 mit fiktiver Lokalisierung der Bauwerke. Der unbekannte Illustrator könnte sich an Valerius Maximus orientiert haben.

Valerius Maximus schreibt ähnlich von „kräftigen Beispielen einer standhaften Freundschaft, robusta constantis amicitiae exempla“. Er hebt allerdings zwei amici hervor. Pomponius und Laetorius schützten Gracchus beim Angriff der consularischen Truppen mit ihrem Körper und ermöglichten durch ihren todesmutigen Widerstand an der porta Trigemina (Pomponius) und am pons sublicius (Laetorius) Gracchus die Flucht über die Brücke auf die andere Tiber-Seite. Catherine Hoggarth weist darauf hin, dass beider Leben im Unterschied zu Horatius Cocles „nicht für das kollektive Wohl der res publica, sondern für amicitia geopfert“ wurde.
Weitere Quellen und Informationen ergänzen diesen Bericht. Am letzten Tag des Kampfes hatten sich Marcus Fulvius Flaccus, Gracchus und ihre Anhänger auf den Aventin, „das alte Zentrum der Plebs“, in den Diana-Tempel zurückgezogen, konnten aber den überlegenen militärischen Verbänden des Senats, die sogar über kretische Bogenschützen verfügten, keinen Widerstand entgegensetzen. Gracchus flüchtete, begleitet von seinen engsten Freunden, in den benachbarten Minerva-Tempel. Dort wollte er Suizid begehen, wurde aber von Pomponius und Laetorius daran gehindert. Die beiden versuchten, mit ihm den Aventin hinab zum Tiber auf dem Clivus Publicius Richtung porta Trigemina zum pons sublicius zu entkommen. Um Gracchus Zeit zur Überquerung des Tiber zu verschaffen, stellten sich Pomponius bei der porta Trigemina, Laetorius am Brückenanfang den überlegenen Verfolgern entgegen.
Beide fanden mit weiteren 250 Anhängern des Gaius Gracchus an diesem Tag den Tod. Gracchus gelangte zwar ans andere Tiber-Ufer, aber suchte angesichts der aussichtslosen Lage mit Hilfe eines Sklaven den Tod.
Vielleicht ist Marcus Pomponius identisch mit dem bei Valerius Maximus erwähnten Autor Pomponius Rufus.

## Antike Quellen (Auswahl)
Im Buch From the Gracchi to Sulla von David L. Stockton gibt es ein Kapitel zur Quellenkritik.
- Marcus Tullius Cicero: De divinatione 1,36; 2, 62.
- Velleius Paterculus: Historia Romana 2,6,6.
- Valerius Maximus: Facta ac dicta memorabilia 4,7,2.
- Plutarch: Gaius Gracchus 16,17.